# Telmatoscopus ligusticus
Telmatoscopus ligusticus är en tvåvingeart som beskrevs av Sara och Salamanna 1967. Telmatoscopus ligusticus ingår i släktet Telmatoscopus och familjen fjärilsmyggor. Inga underarter finns listade i Catalogue of Life.